# Телосхистовые (семейство)
Телосхи́стовые (Teloschistaceae) — семейство лихенизированных грибов порядка Телосхистовые (Teloschistales).

## Описание
Слоевище накипное, листоватое до слабокустистого. Апотеции чаще всего леканорового типа, оранжевые, оранжеро-красные до красноватых, реже биаторового типа, а также чёрные или бледноватые. Парафизы септированные, часто разветвлённые и утолщённые на верхушке. Сумки удлинённо-булавовидные, состоят из нескольких слоёв, на верхушке более или менее утолщённые. Споры 2-клеточные и обычно биполярные, т.е. две клетки соединены порой в обыкновенно толстой перегородке, редко одноклеточные, эллипсоидные, бесцветные. Пикнидии обыкновенно многокамерные или редко состоят лишь из одной камеры. Конидии от широкоэллипсоидных до палочковидных, булавовидных, гантелевидных.
Фотобионты — зелёные водоросли из рода Trebouxia.

### Химический состав
Слоевище содержит антрахиноны, которые обуславливают его желтоватое до оранжево-красного окрашивания.

## Среда обитания и распространение
Представители семейства обитают на камнях, коре деревьев и растительных остатках. Распространены очень широко и обладают широкой экологической амплитудой, поселяясь от тропиков до горных и арктических тундр.

## Представители
Согласно базе данных Catalogue of Life на апрель 2024 года в семейство входят некоторые следующие роды:
- Amundsenia Søchting, Garrido-Ben., Arup et Frödén, 2014
- Apatoplaca Poelt et Hafellner, 1980 — Апатоплака
- Athallia Søchting, Frödén et Arup, 2013 — Аталлия
- Austroplaca Arup, Frödén et Søchting, 2013
- Blastenia A. Massal., 1852 — Бластения
- Calogaya Arup, Frödén et Søchting, 2013 — Калогая
- Caloplaca Th. Fr., 1871 — Калоплака
- Flavoplaca Arup, Søchting et Frödén, 2013 — Флавоплака
- Fulgensia A. Massal. et De Not., 1853 — Фульгензия
- Gyalolechia A. Massal., 1852 — Гиалолехия
- Ioplaca Poelt, 1977
- Josefpoeltia S.Y. Kondr. et Kärnefelt, 1997
- Leproplaca (Nyl.) Nyl., 1888 — Лепроплака
- Oxneria S.Y. Kondr. et Kärnefelt, 2003 — Окснерия
- Polycauliona Hue, 1908 — Поликаулиона
- Rufoplaca Arup, Søchting et Frödén, 2013 — Руфоплака
- Rusavskia S.Y. Kondr. et Kärnefelt, 2003 — Русавския
- Seawardiella S.Y. Kondr., I. Kärnefelt et A. Thell, 2018
- Seirophora Poelt, 1983
- Teloschistes Norman, 1852 — Телосхистес
- Xanthoanaptychia S.Y. Kondr. et Kärnefelt, 2003 — Ксантоанаптихия
- Xanthocarpia A. Massal. et De Not., 1853 — Ксантокарпия
- Xanthomendoza S.Y. Kondr. et Kärnefelt, 1997 — Ксантомендоза
- Xanthopeltis R. Sant., 1949
- Xanthoria (Fr.) Th. Fr., 1860 — Ксантория